# Arrêt sur images
Pour les articles homonymes, voir Arrêt sur image (homonymie) et ASI.
Pour l’article ayant un titre homophone, voir Arrêt sur image.
Arrêt sur images (abrégé par le sigle ASI ou @si) est un site web français d'analyse et de critique des médias, qui se consacre à la déconstruction des narrations médiatiques, sur tous supports. Il a été fondé et dirigé jusqu’en 2021 par le journaliste marqué à gauche Daniel Schneidermann.
Arrêt sur images a d'abord été une émission de télévision française hebdomadaire de décryptage des médias, créée et présentée par Daniel Schneidermann, diffusée sur La Cinquième à partir de 1995 (chaîne renommée France 5 en janvier 2002). Elle est produite par Carrere group. Sa diffusion est arrêtée en 2007 par décision du directeur de l'antenne et des programmes de la chaîne Philippe Vilamitjana.
À la suite de cette suppression, le concept a donné naissance au site web arretsurimages.net. Après une forme provisoire en septembre 2007, la version définitive est mise en ligne en janvier 2008.
Disponible sur abonnement, « arrêt sur images.net » propose des articles quotidiens (enquêtes, observatoires, chroniques) ainsi que des émissions dont Arrêt sur images (hebdomadaire), D@ns le texte, @ux Sources et 14 h 42. En 2017, 28 000 abonnés sont revendiqués par le site; ce nombre passe à moins de 20 000 en 2022.

## Histoire

### Émission télévisée

#### Inscrite dans la charte de la Cinquième
L'émission avait été voulue et soutenue par le président de La Cinquième, Jean-Marie Cavada, comme un outil pédagogique répondant parfaitement au rôle éducatif fixé à sa chaîne par le CSA. Elle avait été maintenue par son successeur, Jérôme Clément, puis par les différents directeurs généraux de la chaîne après l'entrée dans le groupe France Télévisions, Jean-Pierre Cottet, Daniel Goudineau et Claude-Yves Robin. À ce titre, c'était avec Ripostes de Serge Moati, une des rares émissions de La Cinquième encore diffusée sur France 5 pour la saison 2007.
D'abord diffusée le samedi à 18 h, l'émission sera ensuite diffusée le dimanche à 12 h 30 à partir de septembre 1996 jusqu'à sa déprogrammation en juin 2007.
Le jour de l'annonce officielle de la suppression de l'émission, Daniel Schneidermann rappelle sur son blog les conditions de création d'Arrêt sur images et, surtout, pourquoi elle est apparue : « Cette mission était, en 1995, au cœur du projet de chaîne de la connaissance. C'était après la première guerre du Golfe, et ses dérapages en direct. C'était après la fausse image du faux charnier de Timisoara. Ceux qui avaient imaginé cette chaine, et s'appelaient Georges Duby ou Jean-Noël Jeanneney, avaient voulu voir si on pouvait retourner le monstrueux outil contre lui-même. Ils ne savaient pas très bien comment faire. Cavada, premier président, m'appela. « Ça vous tente ? » Je n'en avais pas la moindre idée, mais oui, ça me tentait. J'avais tout de même une intuition. Pour dépouiller les images de leur pouvoir, il fallait les arrêter. »

#### Contenu
Produite par Alain Taieb, et présentée par le journaliste Daniel Schneidermann, qui la coprésente à l'origine avec Pascale Clark, elle se fixe pour but d'analyser l'image télévisuelle, de décrypter la manière dont elle influence les téléspectateurs et de comprendre ses enjeux.
Des chroniqueurs et journalistes, autour de Daniel Schneidermann, partagent leur regard sur des images parues les jours précédents sur les chaînes de télévision : David Abiker, Judith Bernard, Sébastien Bohler, Perrine Dutreil, Ioulia Kapoustina, Nathalie Gathié, John Paul Lepers, Candice Mahout, Maja Neskovic (d), Marie-Hélène Parinaud (d), Christelle Ploquin, Alain Rémond, Hélène Risser, Colombe Schneck, Pierre-Yves Schneider (d), Philippe Vandel, Jean-Jacques Vannier, Arnaud Viviant, Emmanuelle Walter (d), Aurélie Windels…
L'émission fait aussi intervenir les auteurs d'images présentées dans l'émission, ainsi que des spécialistes des sujets traités. Elle revient parfois sur elle-même, s'analyse, et a son historiographe quasi officiel, le médecin Claude Got.

#### Indépendance éditoriale
En février 2006, Daniel Schneidermann diffuse dans Arrêt sur images des extraits d'une enquête du magazine Capital sur La Française des jeux, images censurées par la chaîne M6 craignant de perdre cet important annonceur publicitaire. Son émission apparaît dans cette affaire comme le garant de la liberté d'expression des reporters.
En avril 2006, Daniel Schneidermann transcrit sur son blog une conversation avec Arlette Chabot, furieuse d'une émission d'Arrêt sur images où était mise en doute l'impartialité des informations dispensées par la présentatrice du journal télévisé de France 2, Béatrice Schönberg, à la suite de son mariage avec le ministre en exercice Jean-Louis Borloo. Le fait qu'Arlette Chabot soit entrée en possession de l'enregistrement d'une émission qui n'avait pas encore été diffusée, avait conduit Daniel Schneidermann à considérer qu'« une ligne jaune avait été franchie ». C'est à la suite de cette affaire, qu'une rumeur avait surgi dans plusieurs médias au sujet de la disparition de l'émission, avant un démenti de Claude-Yves Robin, directeur de France 5 le 19 avril 2006.

#### Émission non montée et coulisses
Jusqu'en septembre 2006, France 5 diffuse gratuitement la dernière émission sur son site web, dans une version non montée qui peut déborder après le générique ; il n'est pas rare de pouvoir suivre des discussions se prolongeant quand l'émission est censée être finie. France 5 décide à partir de la rentrée 2006 de ne mettre en ligne que la version montée, malgré une pétition pour s'y opposer de la part de nombreux internautes qualifiant ce choix de censure. La justification de la chaîne était alors qu'il s'agissait d'uniformiser le format des émissions disponibles sur le site de la chaîne. Un blog, tenu par l'animatrice du forum de l'émission Chloé Delaume (surnommée la « forumancière »), permettait de découvrir les coulisses de l'émission et des portraits des intéressés.

#### Critiques
L'émission télévisée a toutefois fait l'objet de critiques qui mettaient en cause sa propre impartialité, voire sa capacité à critiquer réellement le système télévisuel dont elle fait partie.
En 1996, le sociologue Pierre Bourdieu, est invité sur le plateau d'Arrêt sur images pour donner son analyse du traitement télévisuel des grèves de novembre-décembre 1995 contre le gouvernement Juppé. Il a ensuite estimé ne pas avoir pu s'exprimer à cause des interruptions incessantes de Jean-Marie Cavada, qui se sont d'ailleurs reproduites lors de sa propre émission, La Marche du Siècle. Pierre Bourdieu a, par la suite, développé une critique d'ensemble du fonctionnement de la télévision.
Le choix des invités aurait parfois permis de douter de l'impartialité de l'émission, et aurait dénoté un parti pris politique, ce qui nuirait selon certains à l'image et au sérieux de l'émission, dans le sens où celle-ci se réclame d'une certaine neutralité. Une partie de ces critiques, ainsi que celles de Bourdieu, se retrouvent dans le film Enfin pris de Pierre Carles. Le film montre une conversation entre Daniel Schneidermann et Pierre Carles, où ce dernier propose d'inviter une nouvelle fois Pierre Bourdieu, mais cette fois sans contradicteur. Daniel Schneidermann refuse en lui expliquant que son émission, dans un souci d'impartialité, impose toujours un contradicteur à l'invité. En réponse à cet argument, le film montre un extrait de l'émission qui a pour invité l'homme d'affaires Jean-Marie Messier, qui n'est opposé à aucun contradicteur. Il est interrogé avant le début de l'émission sur le chiffre d'affaires de Vivendi, Daniel Schneidermann le prévient de l'absence d'interrogation de ce type pendant l'émission, lui précisant qu'ils vont « parler de choses beaucoup plus futiles ».
Selon une étude de 2008 de la doctorante en sciences du langage Véronique Madelon, Arrêt sur images sur France 5 produit des discours prescriptifs qui appartiennent à un nouveau genre transmédiatique, la médiacritique métadiscursive qui s'apparente à une « pseudo-critique ». Elle « traite ainsi des médias en posant sur eux ce que nous pourrions appeler un ‟regard citoyen”. Cette émission, qui prétend agir pour le bien de tous, mêle donc éthique et déontologie — sans définir ni l'une ni l'autre — et juge de ce qu'il convient de faire en tant que professionnel des médias mais aussi, et surtout, de ce qu'on doit faire en tant qu'homme, être humain vivant en société. De là découle une deuxième constatation : cette façon de parler des médias, et plus particulièrement de la télévision, construit une relation spécifique entre l'énonciataire et l'énonciateur ». 
Madelon considère en 2009 que la volonté de l'émission de paraître didactique et de décrypter des médias est défaillante. Elle met en cause la volonté d'autocritique et de médiacritique en ce simple fait que l'émission « juge les autres médias en fonctions de critères non explicités, relevant en général de la déontologie journalistique et de l'éthique des chroniqueurs de l'émission ». Véronique Madelon conclut : « Sous couvert d'analyser scientifiquement la télévision et les médias, Arrêt sur Images diffuse des discours convenus sur eux mais surtout, construit avec son téléspectateur une relation privilégiée, basée sur la complicité et l'ironie ».
En 2010, Alain Rabatel, professeur émérite en Sciences du Langage, nuance cette posture médiacritique pour ce qui est du site d’@si d’alors. « La prudence s'impose en vertu de l'ambivalence des commentaires et du montage : ces derniers orientent, parfois selon une circularité des preuves qui peut agacer. Mais cela ne doit pas faire oublier les appels à la réflexion et la possibilité matérielle, offerte par le site lui-même, à travers ses documents et ses renvois, pour exercer un contrôle critique tous azimuts ».

#### Fin
À la fin de la saison 2005/2006, des informations avaient circulé sur un possible arrêt de l'émission. Après quelques semaines d'indécision la direction de France 5 annonce qu'elle maintient l'émission pour la saison suivante. Cependant en septembre 2006, celle-ci décide la suppression de la rediffusion de la version intégrale non montée sur le site de France 5, remplacée par la version montée pour la télévision.
Mais le 18 juin 2007, la direction de la chaîne France 5 annonce son intention de ne pas reconduire six de ses magazines pour la rentrée 2007, dont Arrêt sur images. La chaîne annonce qu'une autre émission de décryptage serait prévue à un horaire éventuellement différent. Il s'agira finalement de Revu et corrigé, émission présentée dans un style « infotainment » par Paul Amar, diffusée à partir du 15 septembre 2007.
Dans la lettre recommandée qu'il a reçue samedi 30 juin, la direction de France 5 annonce à Daniel Schneidermann qu'il est licencié pour « faute grave ». Il lui est notamment reproché d'avoir mené « de façon délibérée une campagne de dénigrement à l'encontre des dirigeants de la chaîne et du groupe (France télévisions) allant jusqu'à des attaques personnelles envers son président Monsieur Patrick de Carolis dans le but de faire pression » et d'avoir « insinué que la décision de l'arrêt de l'émission résultait d'une volonté de vengeance ».

#### Réactions divisées
L'arrêt de l'émission a provoqué des critiques de la part de téléspectateurs mécontents, qui ont en réaction lancé une pétition pour le maintien de l'émission. Le principal syndicat de l'enseignement en France, la Fédération syndicale unitaire, a appelé à signer la pétition. Durant le mois au cours duquel la pétition était accessible, elle a recueilli 185 218 signatures. L'émission a également reçu le soutien d'ATTAC et de la CFDT médias défendant « l'existence d'une émission critique des médias ». La classe politique a également réagi à la suppression de l'émission : Claude Bartolone (PS), Marielle de Sarnez et François Bayrou (MoDem) et Lionnel Luca (UMP), puis Arnaud Montebourg (PS) et le Parti socialiste, ainsi que le Parti communiste et Les Verts. La SCAM réclame alors également le maintien de l'émission et propose un débat public avec la direction de France Télévision.
À noter cependant que ces critiques de la suppression de l'émission ne sont pas unanimes. Ainsi, l'intersyndicale de France 5, CGT-CFDT-CGC-FO, loin de soutenir Daniel Schneidermann, s'indigne surtout de la « campagne de dénigrement orchestrée par Daniel Schneidermann qui porte gravement préjudice à la chaîne du savoir et de la connaissance ainsi qu'à l'intégrité professionnelle de ses salariés ». Elle rappelle que la direction a prévu le remplacement d’Arrêt sur images par une autre émission. « Il paraît avisé d'attendre cette nouvelle émission et d'en juger sa pertinence avant de crier à une chasse aux sorcières au seul bénéfice d'une personne », poursuivent les syndicats. Pour sa part, la CFDT médias, si elle « regrette la fin d’Arrêt sur images, ne regrette pas le départ de Daniel Schneidermann ». « Contrairement à ce qui pourrait être compris », poursuit le syndicat, « Daniel Schneidermann n'est victime d'aucune chasse aux sorcières. Il a pratiqué en personne le licenciement brutal au sein de son équipe. Grand donneur de leçons audiovisuelles, il a également pratiqué l'hypocrisie consistant à multiplier les collaborations auprès de plusieurs médias pour aboutir au mélange des genres et à la confusion d'intérêts ».

### Site Arrêt sur images

#### Site Web
Le 13 septembre 2007, Arrêt sur images revient officiellement sur le Web sous la forme d'un site Internet, s'apparentant à un blog. Daniel Schneidermann et certains des chroniqueurs qui participaient à l'émission télévisée continuent leur travail de journalistes sur l'Internet en s'appuyant sur une émission hebdomadaire sans durée fixe et des reportages vidéo visibles sur le site. On y retrouve notamment Sébastien Bohler, Alain Korkos, David Abiker, Judith Bernard, Élisabeth Lévy, Gilles Klein, Didier Porte…
Après une campagne d'abonnements, la version définitive du site est lancée le 7 janvier 2008. L'accès de la zone Vite Dit, la revue de presse quotidienne, est gratuit pour les visiteurs et le reste du site est réservé aux abonnés (plus de 40 000). Daniel Schneidermann refuse le financement par la publicité : « Quand on fait semblant de donner quelque chose gratuitement aux gens, on vend toujours une part de leur cerveau disponible à des annonceurs. »
@rrêt sur images fait partie des membres fondateurs du Syndicat de la presse indépendante d'information en ligne (SPIIL), créé en octobre 2009.
En mars 2013, le site révèle l'affaire Koh-Lanta. Dans une première enquête publiée le 27 mars 2013 et signée par Sébastien Rochat et David Medioni, @si remet clairement en question la version donnée par la production (Adventure Line Productions) sur la mort du candidat Gérald Babin. Une polémique se déclenche, le médecin de l'émission met fin à ses jours mais @si continue son travail et étoffe son enquête par un second article publié le 5 avril 2013. Dans cet article intitulé « Six nouveaux témoignages accusent la production », le récit du drame est très détaillé indiquant que le médecin a été presque seul pour prendre en charge les candidats, la production, et la famille. Il donne lieu à l'ouverture d'une enquête pour homicide involontaire au parquet de Créteil,. Un accord entre ALP et la famille aboutit à un versement de plusieurs millions d'euros à la famille est révélé en mars 2014, il indique que ce montant est très supérieur aux 50 000 euros de dommages et intérêts qui peuvent habituellement être obtenus par la justice, que la famille ne s'est pas portée partie civile et qu'un accord de confidentialité existe entre les deux parties.
En 2021, Daniel Schneidermann fait donation de la propriété du site à son équipe de huit salariés (Paul Aveline, Adèle Bellot, Pauline Bock, Loris Guemart, Maurice Midena, Antoine Streiff, et Emmanuelle Walter). Il en reste un actionnaire parmi d'autres, et continue d'y rédiger des chroniques, et d'y animer, en alternance, des émissions. La rédaction en chef et la direction de la publication sont assumées par Emmanuelle Walter.
En décembre 2021, Arrêt sur images publie une autocritique de son propre traitement de l’affaire Ligue du LOL. Le journaliste et médiateur Loris Guémart y écrit notamment : « Deux ans et demi après l'article de CheckNews, on peut affirmer sans se tromper que le torrent médiatique était disproportionné. Les enquêtes ont porté un préjudice parfois grave et pas forcément justifié à une partie de celles et ceux qui furent rattachés au groupe Facebook. » Une journaliste de la rédaction, qui officiait à l’époque, déclare que « s’il y a eu un emballement, on est tombés dedans » et regrette « d’avoir pris pour argent comptant l’ensemble des témoignages à charge de militantes et journalistes féministes diffusés sur les réseaux sociaux ». Le site décide de faire précéder tous les articles antérieurs évoquant l’affaire d’un encadré sous forme de mise en garde : « Ce texte fait partie du dossier ‟Ligue du LOL”. Il est susceptible, à ce titre, de contenir des approximations et des erreurs. » En 2019, dans un article consacré aux lynchages en ligne, Marianne était revenu également sur l'affaire de la Ligue du LOL dans laquelle beaucoup d'approximations auraient été commises. Marianne note que pour illustrer le sujet sur la LDL, Arrêt sur images a posté des tweets orduriers d’un certain @Languedepute. « Problème, il ne fait pas partie de la LDL. Quant au mythe du boys’ club, il ressemble tellement à la société telle que certains militants veulent la combattre, qu’il n’a jamais été remis en question ». Selon Marianne, « les ‟social justice warriors” ont foncé tête baissée. Et les médias, trop contents de s’offrir un ‟feminism washing”, ont activé le mode scandale ».
En 2022, à la suite du départ d’Emmanuelle Walter, la rédaction en chef et la direction de la publication changent pour être assumées par Loris Guémart (d). La fonction de médiateur du site, jusqu’alors exercée par celui-ci, est confiée au journaliste Maurice Midena. Daniel Schneidermann laisse la présentation de l’émission hebdomadaire en ligne « Arrêt sur images » à Nassira El Moaddem et Paul Aveline. En 2023, les salariés-actionnaires élisent Paul Aveline nouveau rédacteur en chef et Pauline Bock rédactrice en chef adjointe.

#### De nouveau à la télévision de 2008 à 2013
De décembre 2008 à août 2023, il existait une chaîne de télévision, Arretsurimages.tv, diffusée sur le bouquet Freebox TV canal 348 pour 2,5 euros par mois. Elle diffusait une plage en clair de 20 h à 21 h. A partir d'octobre 2012, cette chaîne était accessible également en replay.
L'originalité de ces émissions était la diffusion sans montage et son format « SDF » (sans durée fixe) qui permettait de développer les points de vue des invités sans contrainte de temps (durée de 50 à 90 minutes).
Arrêt sur images programmait toutes les deux heures (les heures impaires à la demie) une émission d'archive et l'émission de la semaine le soir à 19 h 30 et 21 h 30 du samedi au vendredi.

#### Émissions produites successives
Au 24 octobre 2023, outre l’émission hebdomadaire historique « @rrêt sur images », les émissions passées et en cours sont les suivantes.
- L'émission D@ns le texte, diffusée entre mars 2009 et juin 2014 et animée par Judith Bernard, était une émission littéraire qui s'attachait fortement au texte, d'un roman ou d'un essai, classique ou contemporain, et au travail de création de l'écrivain, en présence de l'auteur, de spécialistes de l'œuvre, de l'éditeur ou des traducteurs.
- L'émission D@ns le Film, animée par Judith Bernard avec Rafik Djoumi comme chroniqueur (et en tant que critique de cinéma) avait le même objectif que D@ns le Texte : rentrer le plus possible dans la « matière » d’un ou plusieurs films, pour aider à leur compréhension et à déterminer leur rôle du point de vue artistique, social et/ou économique.
- L'émission @ux Sources, présentée par Maja Neskovic (d), était diffusée chaque semaine. La journaliste y rencontrait un journaliste, éditorialiste, patron de presse, économiste, pour lui demander comment il (ou elle) s'informait.
- L'émission Ligne J@une, diffusée jusqu’en juin 2011[48], était une émission de débats polémiques, qui s'intéressait théoriquement aux franchissement de la « ligne jaune » dans l'espace médiatique, mais qui concrètement s'intéressait plus particulièrement aux « buzz ». Elle était animée par Guy Birenbaum, et accueillait généralement de trois à quatre invités destinés à s'affronter sur le sujet choisi.
- L'émission @u prochain épisode présentée par Rafik Djoumi avait pour but d'analyser les rapports qui lient les consommateurs de séries aux séries en rencontrant des spécialistes de la « culture séries ». Elle n'avait pas de périodicité précisément définie.
- L'émission 14h42 était présentée par Jean-Marc Manach, toutes les deux semaines, et traitait des questions du numérique en association avec le quotidien en ligne PC INpact[49].
- L'émission C'est pas qu'un jeu, présentée par Daniel Schneidermann avec la rédaction de Canard PC, s'intéressait aux jeux vidéo (histoire, économie, idéologie).
- L'émission Post-Pop, présentée par Daniel Schneidermann, Rafik Djoumi et Delphine Chedaleux ou Clémence Gueidan, s'interroge mensuellement sur les changements de perceptions d’œuvres de la culture populaire à la suite des bouleversements progressistes.
- L'émission Proxy, présentée par Loris Guémart, analyse un mardi sur deux l'actualité des médias et du journalisme et est diffusée en direct sur Twitch le mardi puis accessible en outre en ligne sur le site depuis mai 2022.

## Équipe actuelle
Au 24 octobre 2023 : 
- Journalistes permanents actuels : Paul Aveline (rédacteur en chef et chef de la publication)[50], Pauline Bock (rédactrice en chef adjointe), Alizée Vincent, Loris Guémart, Nassira El Moaddem.
- Chroniqueurs, chroniqueuses actuels ou récents, en texte écrit et/ou dans des émissions : Daniel Schneidermann, Thibault Prévost, Sherlock Com’, Vincent Manilève, Élodie Safaris, Rafik Djoumi.
- Médiateur (fonction tournante entre les journalistes[51]) : Loris Guémart
- Régie et équipe support (« L’arrière-boutique ») : Sébastien Bourgine (webmaster), Antoine Streiff (réalisateur-président), Adèle Bellot (journaliste-documentaliste), Sophie Roncetto (responsable marketing et communication).
- Contributeurs ponctuels : Thibault Schepman, Jérôme Latta (journaliste).

## Organisation
En août 2021, Daniel Schneidermann annonce son intention de confier la propriété et la responsabilité du site à l'ensemble de son équipe. Tous les salariés du média deviennent actionnaires à part égale, avec Emmanuelle Walter (d) comme directrice générale.

## Redressement fiscal
En novembre 2015, Arrêt sur images est condamné à un redressement fiscal de 540 000 euros dont 25 000 euros d'intérêts pour s'être auto-appliqué des taux réduits de 2,1 % applicables à la presse écrite, contrevenant aux 19,6 % normalement applicables à la presse en ligne. L'équipe d'Arrêt sur images lance alors un appel aux dons et aux abonnements exceptionnels de soutien via la plate-forme de financement participatif Ulule. La campagne est financée intégralement une semaine plus tard, le 13 novembre 2015, mais l'équipe incite à donner encore, afin d'atteindre les 500 000 euros nécessaires, en cumulant le financement participatif et les dons via la plate-forme J'aime l'info.
En mai 2016, le site annonce avoir remboursé la TVA à l'État mais qu'une question prioritaire de constitutionnalité est en cours de rédaction, en collaboration avec Mediapart et Indigo publications. Malgré un exercice fiscal négatif, la société annonce 26 000 abonnés et une trésorerie permettant l'investissement : le magazine va ainsi investir dans du nouveau matériel pour avoir des vidéos en haute définition et refondre l'intégralité du site web.
Le site rencontre des difficultés significatives à partir de 2022, avec un résultat net en déficit de 101 333 € pour un chiffre d’affaires de 1,05 million d'€, contre un bénéfice de 26 502 € en 2021. Il enregistre une baisse de son nombre d’abonnés, passant d’environ 23 000 en 2020 à moins de 20 000. L'année 2023 est qualifiée d' «annus horribilis » par le site qui accuse une perte de 248 946 € pour un chiffre d'affaires en baisse de 68 000 €.